# 拉勾网
拉勾网是中華人民共和國一家招聘網站，該網站以提供互聯網行業職位為主。此外該網站還提供IT培訓教育和獵頭等功能。

## 历史
該網站創辦於北京，並於2013年7月20日上線，創始人為許單單。該網站自2017年開始月活躍度有所下滑。同年前程無憂控股拉勾網60%的股份。

## 外部連結
- 官方网站